# 데이비드 멩킨

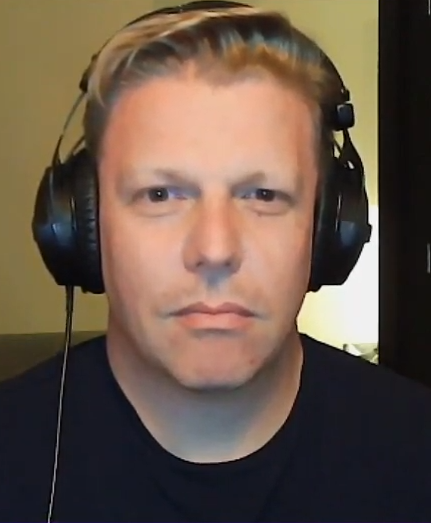

데이비드 멩킨(영어: David Menkin, 1977년 5월 10일 ~ )은 노르웨이계 미국인 배우 겸 성우이다.
노르웨이 모스에서 노르웨이인 어머니와 미국인 아버지 사이에서 태어났다.

## 영화
- 플로렌스 (2016년) - 스미스 역
- 맨 프롬 UNCLE (2015년) - 존스 역
- 몰리 문의 놀라운 최면술 책 (2014년)
- 옥테인 (2003년)
- 위트 (2001년)